# Holešovická přeložka
Holešovická přeložka je dvojkolejná elektrizovaná železniční trať spojující pražská nádraží v centrální a v severní části města – hlavní nádraží, Praha-Libeň a výhybnu Praha-Bubeneč. Její dopravní význam byl později posílen navazujícím Novým spojením.
Byla vybudována v letech 1966 až 1980 nákladem 0,6 miliardy Kčs především pro napojení hlavního nádraží na trať do Kralup nad Vltavou a Děčína. Do té doby nebyla přímá, bezúvraťová jízda tímto směrem možná. Umožňuje také přímou jízdu vlaků od Kralup nad Vltavou směrem na Kolín, což umožnilo odklonit koridorovou nákladní dopravu mimo centrum Prahy a Negrelliho viadukt. Hlavní část přeložky byla uvedena do provozu 23. prosince 1980.
Na holešovické přeložce vzniklo nádraží Praha-Holešovice, které bylo vybudováno jako plnohodnotné mezinárodní nádraží pro vlaky, které na území Prahy zastaví pouze jednou, což bylo využíváno hlavně pro mezinárodní vlaky od Drážďan na Bratislavu nebo Vídeň. Po vybudování Nového spojení, tj. zkapacitnění trati za odbočkou Balabenka, opět zajíždějí tyto vlaky na hlavní nádraží, kde konají úvrať spojenou s výměnou lokomotivy.
Holešovická přeložka má velký význam pro nákladní dopravu jako součást nákladního obchvatu centra města, využívají ji některé mezinárodní rychlíky, vnitrostátní rychlíky a od 19. dubna 2004 i tzv. městská linka Praha–Libeň – Praha-Holešovice – Roztoky u Prahy, označovaná nejprve v knižním jízdním řádu ML, od 9. prosince 2007 také jako linka S49 (dříve S41) příměstského železničního systému Esko Praha a od prosince 2015 jako trať 091.
Trasu projektoval Státní ústav dopravního projektování, středisko 01 (hlavní inženýr projektu Ing. Oldřich Steklý), investorem byla Správa přestavby železničního uzlu Praha, dodavateli Stavby silnic a železnic Praha a Vojenské stavby Praha.

## Trasování
Trať začíná odbočkou Stromovka, která odbočuje za výhybnou Praha-Bubeneč z trati Kralupy nad Vltavou – Praha. Prochází stanicí Praha-Holešovice a pokračuje na most přes Vltavu a tunelem pod Bílou skálou (délka 331 metrů, ražen klasicky v letech 1966–1975) do Libně k odbočce Rokytka. Odtud pokračuje do stanice Praha-Libeň, nebo mohou vlaky odbočit na Nové spojení směrem do stanice Praha hlavní nádraží.
Roku 1979 byla navíc zprovozněna též jednokolejná spojka mezi stanicemi Praha-Libeň a Praha–Vysočany, která v oblouku z nádraží Praha-Libeň až na mosty u Balabenky vede souběžně s dvěma kolejemi Holešovické přeložky a ve zbývající části k nádraží Praha-Vysočany s tratí z hlavního nádraží do Vysočan.

## Mosty
- Holešovický železniční most – délka 431,5 metrů, 5 polí s osovou vzdáleností kruhových pilířů 77,5 m a nosnou konstrukcí rámovou (dvoukloubový rám s šikmými stojkami s rozpětím 73 m) budovanou nad řekou letmou betonáží.
- Estakáda přes údolí Rokytky – délka 410 metrů, 13 poli skladebné délky 30 a 33 m s nosnou konstrukcí ze tří vzájemně spojených prefabrikovaných nosníků tvaru I pod kolejí, uloženou na vysokých rámových pilířích se šikmými stojkami.
- Mosty na Balabence – střední pole tvoří ocelová komorová konstrukce skladebné délky 48 m spřažená s prefabrikovanými deskami vysokopevnostními šrouby. Krajní pole tvoří předpjaté nosné konstrukce z připravované typizace. Opěry jsou předsypané montované krabicové, založené na násypu.